# 吐露港

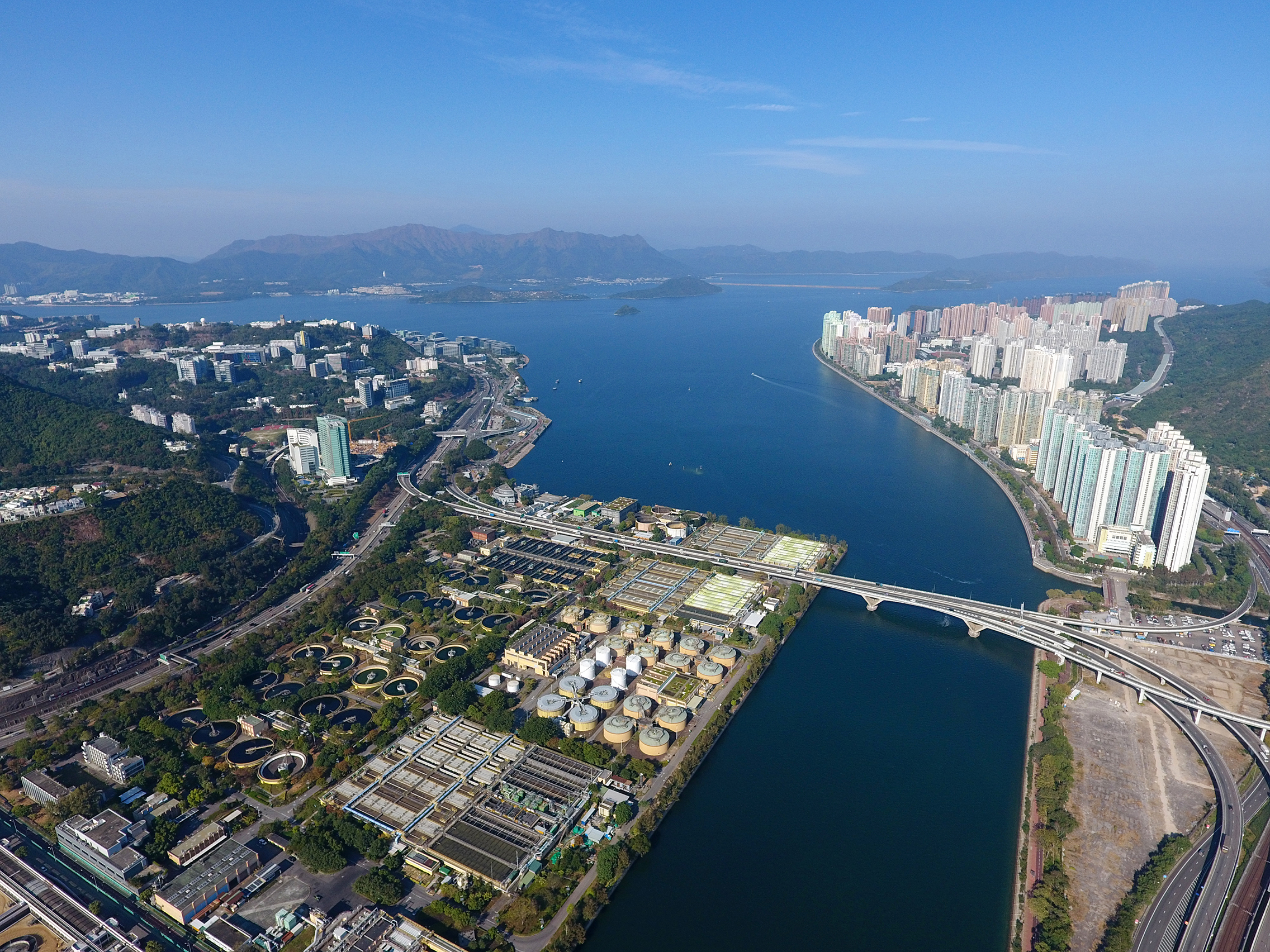
吐露港。背後は八仙嶺、右は馬鞍山。

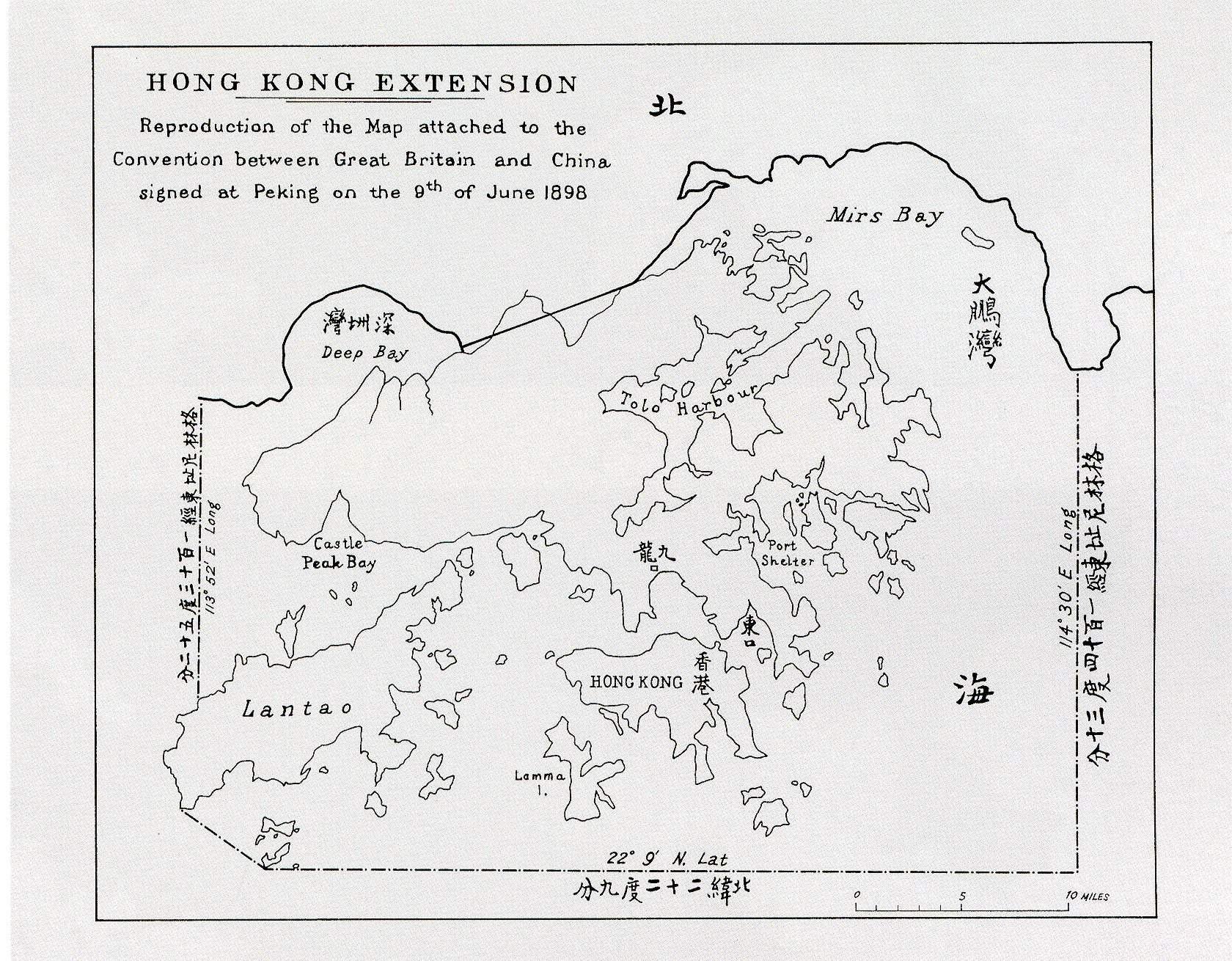
1898年の「展拓香港界址専条」に記載された吐露港（Tolo Harbour）

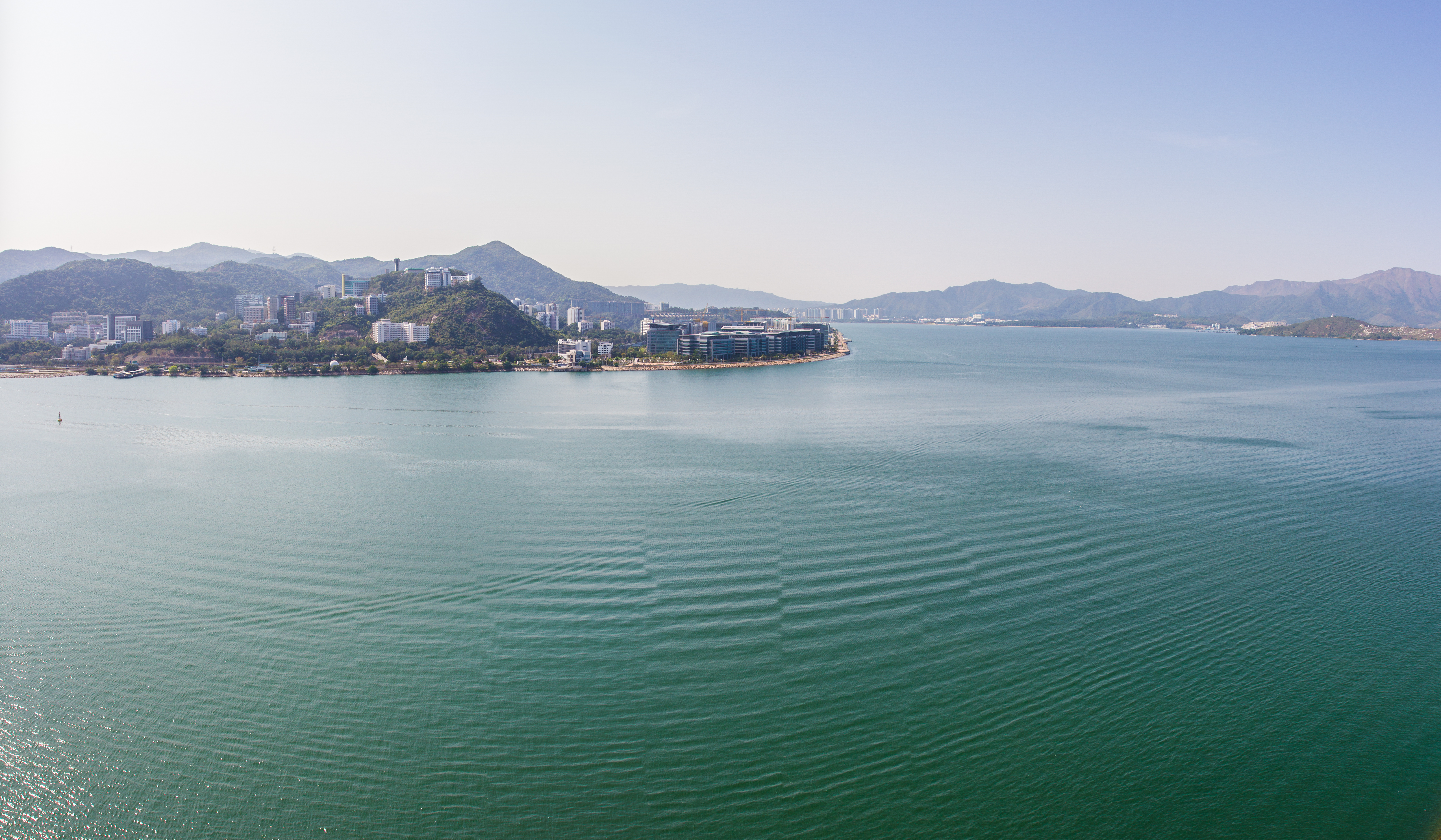
馬鞍山から吐露港を望む

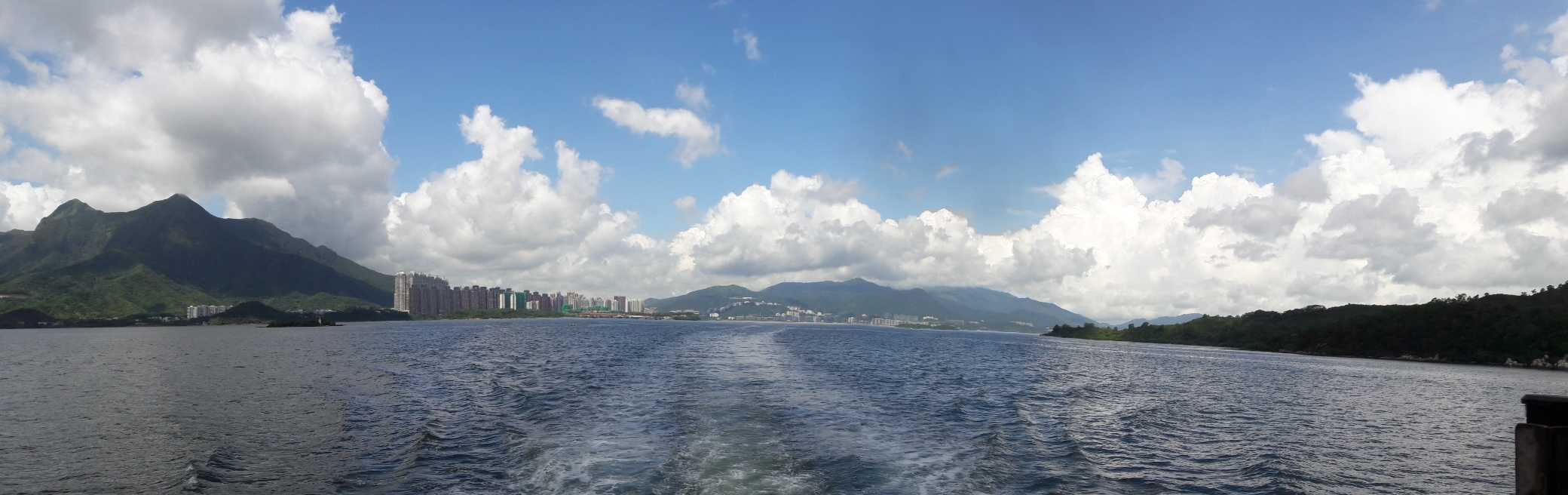
向沙田方向之吐露港

吐露港（とろこう、中国語: 吐露港, 英語: Tolo Harbour）は、香港新界の湾。もともとは「大埔海」「大歩海」とも呼ばれており、香港の主要な泊地の1つである。沙田区の北、大埔区の東に位置し、南西から北東の方向に広がっている。湾口は「大赤門」と名付けられ、ここで香港の北東部にある大鵬湾と接する。沙田の城門川や大埔の林村河など、多くの川が吐露港に流れ込む。

## 歴史
963年、南漢は大埔に媚川都を置き、大埔海は広東の合浦（現在の広西チワン族自治区北海市合浦県）に並び、真珠の産地として知られていた。真珠採りが盛んに行われたことから、「媚珠池」の別名がつき、地元の漁師は「珍珠江」とも呼んだ。
北宋が南漢を滅ぼした後、王朝による真珠の売買がなくなったため、採取も行われなくなった。1295年、屯門に置かれた軍が中央政府に、大步海には海龍岐、青螺角、茘枝荘など23の真珠の産地があることを進言し、行中書省が採取を決めた。1297年には、700の蛋民が真珠の採取に雇われ、3年に1回、大歩海と恵州珠池で採取をするようになった。
真珠の採取は明の中期まで続いたが、その後は徐々に衰退していく。1374年、真珠の収穫は5ヶ月で半斤に過ぎず、王朝政府はここでの採集は諦め、産地は合浦へ移るようになった。

### イギリス統治時代
1899年、展拓香港界址専条によって新界を得たイギリス人は、大埔海北西部の海岸から上陸をしたが、ここで大埔村の住民から抵抗に遭う。これが新界六日間戦争であり、イギリス軍は軍艦を派遣して上陸を強行した。イギリスは占領後、大埔海を吐露港に改称した。なお、大埔の海岸には香港回復記念塔が建っているが、当時の海岸線は汀角路にあり、塔のあるウォーターフロントパークは埋立地であることから、上陸地点とはずれている。
1937年9月2日早朝、台風が香港を襲い、広範囲で被害が発生した。吐露港では6mを超える高潮を観測し、大埔では多くの犠牲者を出した。
吐露港北岸の大美督一帯には、かつて船湾という湾があり、港が点在していた。しかし、1960年代に水不足問題を解消するため、香港政府は湾にダムを設置して吐露港と分断し、海水を抜いた後に船湾淡水湖という貯水池として利用されている。貯水池の建設に伴い、沿岸にあったいくつかの郷村は取り壊された。
1982年から1985年にかけて、香港政府は新界東部から九龍、新界西部、香港島への交通を改善するため、沙田と大埔の間の吐露港南岸に吐露港公路を建設した。埋め立てには、中文大学教職員宿舎付近で掘削した土砂が使用された。

### 近年
2000年、香港政府は吐露港公路の拡張工事を実施し、馬料水付近を埋め立てて香港サイエンスパークを建設した。
2012年には、土地供給を増やすため、政府は白石角東部の埋立地を「住宅タイプ5」として使用することを提案した。また、2013年1月、『創建香港』内において、大美督ウォータースポーツセンターのヨットクラブが富裕層に独占されており、香港には庶民でも使えるウォータースポーツ施設がないことが指摘された。そのため、白石角には、管理棟、ウォータースポーツセンター、エコツーリズムのチケットセンター、ボート管理センター、海上の船泊を含んだ公共施設の建設が計画された。これに伴い、都市計画委員会は、天賦海湾とサイエンスパークの間にある28万平方メートルの用地の用途を「娯楽用地」「その他の指定用途」へと変更し、400艇のヨットと200艘のボートが係留できる施設が構想された。『創建香港』では、香港政府が近隣の用地を民間業者に住宅建設用途で売却する際、この施設の建設もセットにする条項を追加する可能性を示した。施設完成後は、非営利団体や民間団体が施設の運営を行い、施設は安価で一般の人々も楽しむことができるとしている。討議期間は2013年2月中旬に終了したが、地元や新界漁業協会はこの計画に反対し、この結果を踏まえて4月19日には、都市計画委員会も創建香港の案に反対の立場を表明した。

## 沿岸の主な地名

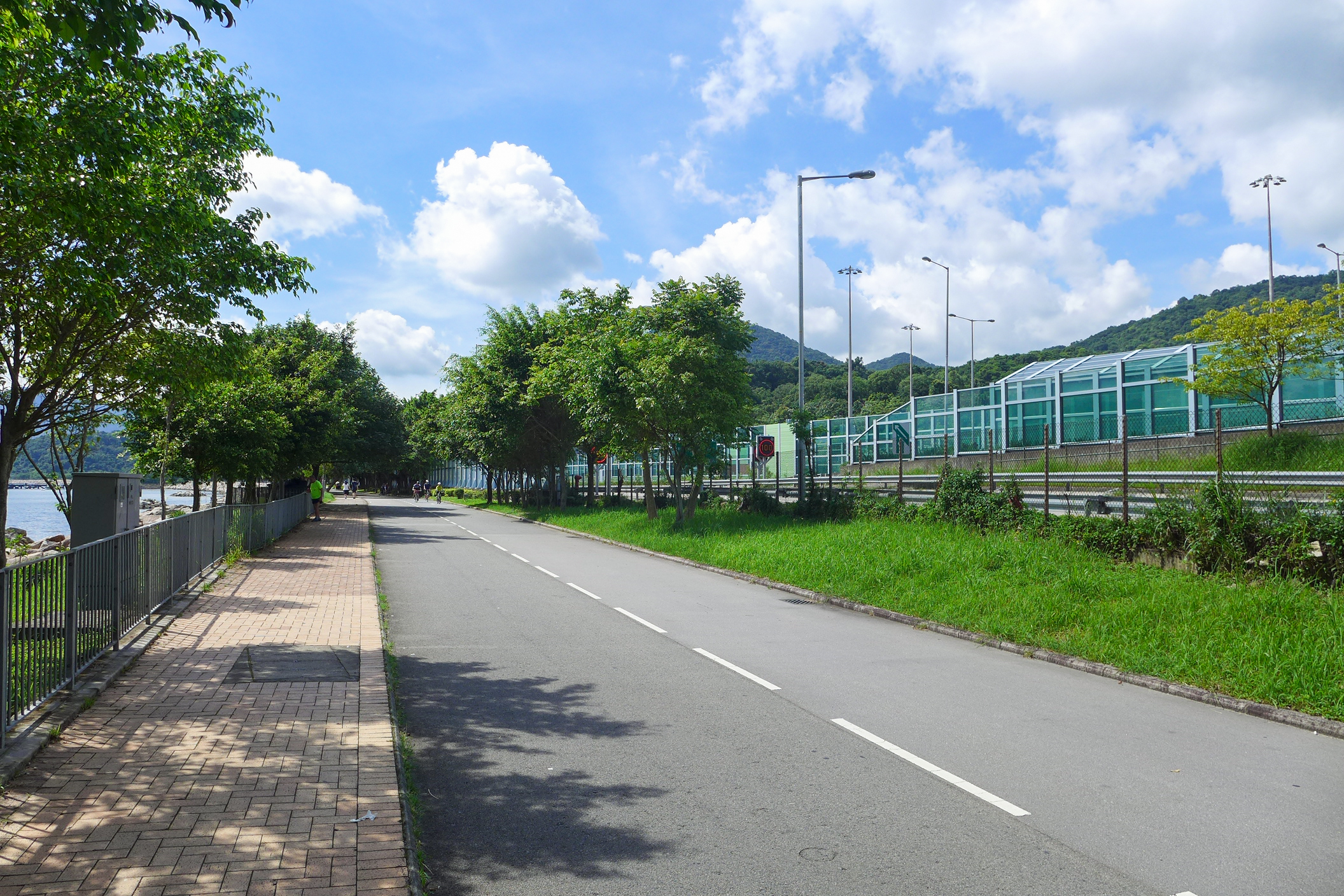
吐露港沿いには「香港10大サイクリングコース」の1つがある

- 大埔
- 白石角
- 大埔滘
- 汀角
- 船湾
- 大美督
- 八仙嶺
- 沙田
- 馬料水
- 馬鞍山
- 烏渓沙